# 博德隆維爾 (路易斯安那州)
博德隆維爾（英語：Bordelonville）是位於美國路易斯安那州阿沃耶爾堂區的一個普查規定居民點。

## 人口
根據2020年美國人口普查的數據，博德隆維爾的面積為11.26平方千米，當中陸地面積為11.26平方千米，而水域面積為0.00平方千米。當地共有人口458人，而人口密度為每平方千米40.67人。